# Studentske demonstracije u Hrvatskoj 1968.

Studentske demonstracije u Hrvatskoj 1968. bili su prosvjedi studenata Sveučilišta u Zagrebu. Drugi su dio trilogije suvremene hrvatske političke povijesti započete Deklaracijom o nazivu i položaju hrvatskog književnog jezika.

## Prve liberalizacije
Deklaraciji je bitni preduvjet bio urušavanje komunističke vladavine ili velikosrpskog dijela u vodstvu SFRJ Brijunskim plenumom 1966., kojime se dopustila neznatna liberalizacija u državi. Za Hrvatsku je to mnogo značilo. Stvorilo se:
- novo političko ozračje
- proces izražavanja hrvatske nacionalne i državotvorne svijesti
- razmjerna sloboda tiska
- razmjerna sloboda književnog, znanstvenog i ukupnog izražavanja u hrvatskom društvu

Rečena liberalizacija potakla je oživljavanje hrvatskog nacionalizma u društvu, a rodoljubni, demokratski i liberalni dio partijskog i republičkog vodstva Hrvatske dao je potporu tome, jer taj dio vodstva se pobunio protiv dominacije Tita i Beograda. Namjera tog dijela bila je ukidanje srpske dominacije u Hrvatskoj, ali i Jugoslaviji, jer se borio za nacionalni identitet i suverenost Hrvatske. Liberalne ideje, s naglaskom na one o slobodi i demokraciji, uz hrvatski nacionalizam, postale su opasnost za komunistički poredak i poziciju suca i žandara koje je imala Srbija, što je rezultiralo sukob sa srpskim unitaristima. Premda su liberalni, demokratski i rodoljubni ljudi bili i u samom vrhu SKH, vodstvo je ove pojave nazvalo kontrarevolucijom, najtežom mogućom optužbom.

## Partijski stav
U socijalističkim sustavima svake su demonstracije smatrane neprijateljskom djelatnošću i izazivale su podozrenje partijskog i pravosudno-policijskog aparata, osobito ako su demonstracije bile iz redova inteligencije, poput studenata. To je važilo čak i ako su zahtjevi imali samo socijalne i gospodarske sadržaje. Prosvjedi su bili svojevrsna pobuna ne samo protiv "postojeće birokracije" nego i protiv tendencija da se uvede veća uloga tržišta.
U Hrvatskoj je stav svakom prosvjedu bio je definiran još jasnije, nakon što su autori i potpisnici Deklaracije, Deklaracijaši, iskorakom narušili postojeći jednostranački monopol koji je imala SKH. Edvard Kardelj je bio kruta stava, da se partijsku problematiku treba rješavati u Partiji, a ne pred očima javnosti i ulice. Stajalište koje je zastupao bilo je "o neophodnoj monolitnosti SKH i potrebi da se svi hrvatski komunisti, ma gdje se nalazili, pokoravaju rukovodstvu SKH, te da je kritika toga rukovodstva dozvoljena samo u partijskim forumima gdje ima da se iznese kritika i primjedbe na politiku rukovodstva". Usprkos tog krutog stava, građansko je buđenje krenulo, a demokratizacijski procesi zahvatili su i samu vladajuću stranku.

## Studentski nemiri
Nakon Deklaracije 1967., Uslijedili su 1968. studentski nemiri u svijetu, u Francuskoj i Čehoslovačkoj (31. listopada 1967. i 10. ožujka 1968.), Poljskoj (30. siječnja 1968.).  Svoj su odraz dobili i u Hrvatskoj i drugim republikama bivše SFRJ, svaki u drugom kontekstu. Studentski su nemiri započeli u Srbiji na beogradskom sveučilištu 1968. Potom su se proširili na druga sveučilišta: u Hrvatskoj (Zagreb, od 3. lipnja do 11. lipnja), na Kosovu (Priština), Sloveniji (Ljubljana) i BiH (Sarajevo). Studentski je pokret svojim zahtjevima išao ispred svog vremena i iznenadio je tadašnju vlast. Savezni partijski vrh bio je zaprepašten. Partijski vrh SR Srbije osobito je bio zaprepašten. Motivi izbijanja razlikovali su se.
Za razliku od zemalja kao Francuske ili Čehoslovačke, gdje su također bili studentski nemiri, studenti su ostali izolirani. Izostala je potporu građana i radnika kao što se dogodilo u navedenim zemljama. Jedinu nekakvu potporu dobili su od profesora. Hrvatski, odnosno zagrebački studenti, nisu dobili toliku potporu koliku u Srbiji, odnosno u Beogradu. Osobitost studentskih nemira bile su libertarijanske odrednice i traženje "socijalizma s ljudskim licem". Nije bila potaknuta isključivo događajima na Zapadu i u Čehoslovačkoj. Pravi je uzrok bio rast društvene nejednakosti izazvanom gospodarskom reformom u Jugoslaviji 1965. godine, jer i samo djelomično djelovanje tržišnih mehanizama povećalo socijalne probleme i smanjilo mogućnost obrazovanja siromašnijim slojevima. Zagrebački studentski pokret nije bio toliko snažan i žestok kao u Beogradu ili Sarajevu. Bio je relativno dosta miran, bez žestokih sukoba studenata i policije. Zagrebački se odlikovao i drugim zahtjevima. Dio je zagrebačkih studenata iznosio i zahtjev o hrvatskoj nacionalnoj emancipaciji, pored onih o socijalnoj jednakosti, koji su se čuli i na ostalim sveučilištima. Sudionici zagrebačkih studentskih demonstracija većinom su bili iz urbanih krugova, obitelji nove inteligencije nastale nakon 1945., i što je osobito važno, dijelom onih koje su pripadale komunističkoj eliti. Politička orijentacija studenata uglavnom je bila socijalistička, otvorena idejama zapadnjačke ljevice. Bili su pod utjecajem skupine oko Praxisa te dijelom prožeti idejama studentskog pokreta u zapadnoj Europi. Skupina jake nacionalne orijentacije bila je više podrijetlom iz ruralnih područja i bila je usredotočena na traženje više autonomije za Hrvatsku u sklopu Jugoslavije. Slično je bilo i kod studentskih prosvjednika albanske nacionalnosti na Kosovu.
Državno rukovodstvo i rukovodstva saveznih i republičkih partijskih vrhova vrlo su se negativno postavile prema studentskim zahtjevima, što je razvidno iz pisanja tiska. Inozemni je tisak, s naglaskom na britanski i švicarski pratio studentske nemire u Hrvatskoj i drugim republikama bivše SFRJ. Potanko su izvješćivali o zahtjevima za reformom sveučilišta i društveno-gospodarskog stanja u državi.
Zaprepaštenje je bilo veće jer nitko nije pretpostavio mogućnost da se praško proljeće može dogoditi u Hrvatskoj niti u ikojoj republici bivše SFRJ. Prije svega što ni sigurnosno-obavještajne službe nisu pretpostavile takvu mogućnost. Postupci studenata i partijsko-državnih dužnosnika razlikovali su se od republike do republike. Hrvatski su studenti pošli u CK SKH razgovarati s političarima uz zanemarujuće rezultate. Nasuprot tome, u Srbiji su shvatili ozbiljnost situacije i dužnosnici su otišli k studentima. Jugoslavenski diktator Josip Broz Tito lukavo se izvukao iz neugodne situacije. Izbjegao je ulogu negativca, diskretno podišao studentima i odigrao ulogu onoga na strani naroda koji izražava interese masa, a svalio problem partijskim, republičkim i saveznim vodstvima. Studentske je zahtjeve podupro, uz klasične demagoške poruke pozivanjem na učenje i polaganje ispita, obećavanjem istrage i pozivanjem na odgovornost onih koji su zloupotrijebili svoje položaje i dužnosti.
Nemiri u Zagrebu trajali su od 3. do 11. lipnja 1968. godine. Ostali su ograničeni na Zagrebačko sveučilište. Jedine disciplinske mjere bile su unutarpartijske, a iskusili su ih najistaknutiji sudionici iz studentskih i profesorskih redova. Iz Saveza komunista su zbog "anarholiberalizma" 8. lipnja 1968. izbačeni sveučilišni profesori Gajo Petrović i Mladen Čaldarović, kao i Šime Vranić, član Sveučilišnog odbora Saveza studenata. Nekoliko je profesora i studenata dobilo i prekršajne prijave zbog održavanja neprijavljenog studentskog zbora u zagrebačkom Studentskom centru 6. lipnja.
Studentske bi se zahtjeve moglo nazvati pretečom borbe za "pluralizam mišljenja". Premda su studenti naizgled bili poraženi, pokazalo se da su čimbenik koji nije moguće zanemariti. Od silno najavljivanih političkih, socijalnih, gospodarskih i sveučilišnih reforma, nije bilo ništa nego su ostavljene za budućnost, osim u Sloveniji.